# Realitatea Ortodoxă Necenzurată
Realitatea Ortodoxă Necenzurată este o mișcare apărută în spațiul ortodox conservator, cu scopul de a demasca faptele care contravin principiilor ortodoxe tradiționale. Această mișcare a început în țările ortodoxe conservatoare și a apărut în mod semnificativ în România în anul 2018, continuând să se dezvolte în mod constant.

### Scopul și Activitatea
Scopul principal al Realității Ortodoxe Necenzurate este de a expune comportamentele și activitățile care sunt percepute ca fiind în contradicție cu valorile ortodoxe, concentrându-se în special pe probleme economice și materiale compromițătoare ce implică membri ai clerului ortodox. Mișcarea este formată din credincioși ortodocși, unii dintre ei colaboratori sau jurnaliști, care își păstrează anonimatul în cadrul grupurilor private de pe platformele de socializare precum Telegram și Facebook.

### Organizare și Metode
Grupurile din cadrul mișcării sunt adesea mici, având între 30 și 40 de membri în fiecare țară, iar activitățile lor sunt strict secrete. Membrii colectează materiale compromițătoare despre persoane din cler, pe care ulterior le analizează și le transformă într-un material de presă care este vândut jurnaliștilor. Aceste acțiuni se desfășoară fără a contacta vreodată persoana vizată de ancheta lor.

### Impact și Critici
Deși mișcarea a crescut în influență în anumite cercuri, ea a fost și subiect de critici din partea celor care consideră că metodele folosite sunt controversate și riscă să adâncească diviziunile din cadrul Bisericii Ortodoxe. Susținătorii însă consideră că acțiunile lor sunt necesare pentru menținerea unei imagini curate și conforme cu principiile ortodoxe.
Mișcarea continuă să se dezvolte și să capete noi susținători, deși activitățile sale rămân în mare parte în umbră și doar un număr limitat de jurnaliști au acces la materialele publicate.